# Thi Văn Tám
Thi Văn Tám (1948 - 2008); Anh hùng lực lượng vũ trang nhân dân, Thượng tướng Công an nhân dân Việt Nam; Nguyên Thứ trưởng Bộ Công an; là một cán bộ ngành An ninh, tham gia nhiều vụ án chống gián điệp, được mệnh danh là Vị tướng chống gián điệp. 

## Tiểu sử
Thi Văn Tám sinh ngày 19 tháng 8 năm 1948, quê quán: xã Hòa Khánh, huyện Đức Hòa, tỉnh Long An. Thường trú tại 25 - 27 đường 19E, phường Bình Trị Đông B, quận Bình Tân, Thành phố Hồ Chí Minh.
- Tháng 4 năm 1963, tham gia hoạt động cách mạng, che giấu cán cán bộ Cộng sản hoạt động tại miền Nam.
- Tháng 6 năm 1966, thoát ly gia đình tham gia Lực lượng Công an nhân dân ở Đội Cảnh vệ Công an huyện Đức Hòa, tỉnh Long An. Đến tháng 2 năm 1968, làm Đội trưởng Đội Cảnh vệ Công an huyện Đức Hòa.
- Ngày 29 tháng 12 năm 1968, được kết nạp vào Đảng Nhân dân Cách mạng Việt Nam (tên gọi của Đảng Cộng sản Việt Nam thời trước 1975 ở miền Nam Việt Nam).
- Từ tháng 4 năm 1963 đến năm 1966, tham gia công tác tại Đội Thanh niên xung phong, Đội An ninh xã Hòa Khánh.
- Từ tháng 6 năm 1966 đến tháng 10 năm 1969, làm Đội trưởng Đội Cảnh vệ trại giam, cán bộ quản lý trại giam, Bí thư Chi đoàn An ninh, Ủy viên Đoàn ủy liên cơ quan, Công an huyện Đức Hòa.
- Từ tháng 10 năm 1969 đến tháng 6 năm 1970, làm trinh sát bảo vệ an ninh, Công an huyện Đức Hòa.
- Từ tháng 7 năm 1970 đến tháng 4 năm 1974, bị Chính quyền Việt Nam Cộng hòa bắt tù giam tại Phú Quốc. Ở trong tù, làm Tổ trưởng Đảng, Chi ủy viên, Phó Bí thư, Bí thư Chi bộ nhà giam. Đến tháng 3 năm 1973 mới được trao trả theo điều khoản của Hiệp định Paris.
- Sau khi được trao trả, ông được đưa ra Bắc để an dưỡng và kiểm tra. Đến tháng 4 năm 1974, ông trở lại miền Nam công tác tại đơn vị trinh sát thuộc Tiểu ban Bảo vệ chính trị thuộc Ban An ninh Trung ương cục miền Nam cho đến ngày thống nhất đất nước.
- Từ tháng 5 năm 1974 đến tháng 7 năm 1976, công tác tại Tiểu ban Bảo vệ chính trị nội bộ thuộc Ban An ninh Trung ương Cục Miền Nam, cán bộ trinh sát an ninh tại địa bàn Tây Ninh, Sông Bé, Củ Chi thuộc Đội Trinh sát 708, Đội Trinh sát bảo vệ chính trị bảo vệ Trung ương tại Thủ Đức.
- Từ tháng 8 năm 1976 đến tháng 5 năm 1977, học bổ túc văn hóa tại Trường Văn hóa ngoại ngữ II, Bộ Nội vụ (cơ sở phía Nam).
- Từ tháng 6 năm 1977 đến tháng 2 năm 1980, làm cán bộ tổ chức, bộ phận phía Nam, Cục KD3.
- Từ tháng 3 năm 1980 đến tháng 7 năm 1985, công tác tại Tổ chuyên viên về An ninh K4/2, Bộ Nội vụ, là Chi ủy viên Chi bộ K4/2 phụ trách thanh niên.
- Từ tháng 8 năm 1985 đến tháng 10 năm 1987, công tác tại Phòng Tổng hợp, Cục Chính trị, Tổng cục Phản gián, Bộ Nội vụ.
- Tháng 6 năm 1987, làm Phó Trưởng phòng Phòng Tổng hợp, Cục Chính trị.
- Từ tháng 11 năm 1987 đến tháng 1 năm 1988, làm Phó Trưởng phòng Phòng Chống gián điệp.
- Từ tháng 2 năm 1988 đến tháng 11 năm 1988, công tác tại Đoàn Chuyên gia an ninh K79.
- Từ tháng 12 năm 1988 đến tháng 10 năm 1990, làm Phó Trưởng phòng Phòng Chống gián điệp, Phụ trách Đội Đặc nhiệm Tổng cục Phản gián, Bộ Nội vụ.
- Từ tháng 11 năm 1990 đến tháng 2 năm 1996, giữ chức Phó cục trưởng Cục Chống gián điệp, Chi ủy viên Chi bộ, Bí thư Chi bộ Cục.
- Từ tháng 3 năm 1996 đến tháng 6 năm 2001, giữ chức Phó Tổng cục trưởng Tổng cục Phản gián, Bộ Nội vụ.
- Từ tháng 7 năm 2001 đến tháng 9 năm 2001, giữ chức Quyền Tổng cục trưởng Tổng cục An ninh, Bộ Công an, Đảng ủy viên Đảng ủy Công an Trung ương.
- Từ tháng 10 năm 2001 đến tháng 3 năm 2006, được Thủ tướng Chính phủ bổ nhiệm có thời hạn giữ chức Tổng cục trưởng Tổng cục An ninh, Bộ Công an; Đảng ủy viên Đảng ủy Công an Trung ương, Bí thư Đảng ủy Tổng cục An ninh, Bộ Công an.
- Từ tháng 4 năm 2006, được Thủ tướng Chính phủ bổ nhiệm có thời hạn giữ chức Thứ trưởng Bộ Công an.
- Tháng 2 năm 2002, được Thủ tướng Chính phủ thăng cấp hàm Thiếu tướng.
- Tháng 12 năm 2004, được Thủ tướng Chính phủ thăng cấp bậc hàm Trung tướng.
- Tháng 12 năm 2008, được Chủ tịch nước thăng cấp bậc hàm Thượng tướng An ninh nhân dân.
- Từ trần hồi 2h00', ngày 12 tháng 12 năm 2008 (tức ngày 16 tháng 11 năm Mậu Tý) tại Thành phố Hồ Chí Minh. Hưởng thọ 60 tuổi. An táng tại nghĩa trang TP. Hồ Chí Minh.

## Chuyên án phản gián
Sau ngày thống nhất, ông là cán bộ trinh sát thuộc Cục Bảo vệ chính trị I và công tác ở các tỉnh phía Nam. Trong suốt 20 năm, từ 1975 đến 1995, ông trực tiếp tham gia hoặc chỉ đạo nhiều chuyên án phản gián khác nhau; Một số chuyên án:
| Chuyên án                | Vai trò             | Tổ chức đối phương                                             | Thời gian |
| ------------------------ | ------------------- | -------------------------------------------------------------- | --------- |
| CM-12                    | Trinh sát           | Mặt trận thống nhất các lực lượng yêu nước giải phóng Việt Nam | 1980-1984 |
| ĐN-10                    | Trinh sát           | Mặt trận thống nhất các lực lượng yêu nước giải phóng Việt Nam | 1984-1988 |
| HM-29 (sau gọi là HM-26) | Trinh sát           | Mặt trận quốc gia thống nhất giải phóng Việt Nam               | 1982-1987 |
| LĐ-88                    | Phó ban Thường trực | Quân đoàn nghĩa binh Việt                                      |           |
| PQ-55                    |                     | Mặt trận kháng chiến phục quốc Việt Nam                        |           |

## Phong tặng
- Danh hiệu Anh hùng lực lượng vũ trang nhân dân năm 2003.
- Hai Huân chương Quân công hạng Ba.
- Huân chương Chiến công hạng Nhất.
- Hai Huân chương Chiến công hạng Nhì.
- Huy hiệu 30 năm tuổi Đảng.
- Nhiều Huân chương, Huy chương cao quý khác do Nhà nước Cuba, Nhà nước Campuchia và Nhà nước Cộng hòa dân chủ nhân dân Lào trao tặng.